# الرافعیه
الرافعیه (به فرانسوی: Errafiaya) یک شهرک در مراکش است که در استان قلعه سراغنه واقع شده‌است. الرافعیه ۴٬۵۵۹ نفر جمعیت دارد.